# ريتشارد بيرنز
ريتشارد بيرنز (بالإنجليزية: Richard Burns)‏ مواليد 17 يناير 1971 في قراءة، باركشير، المملكة المتحدة - الوفاة 25 نوفمبر 2005، كان سائق راليات بريطاني بدأ مسيرته في سنة 1990. يعتبر الإنجليزي الوحيد الفائز في بطولة العالم للراليات. فاز بـ 10 سباقات رالي. صعد على المنصة 34 مرة خلال مسيرته.

## حياته
ولد بيرنز في ريدينغ في 17 يناير (كانون الثاني) عام 1971، وبدأ ولعه برياضة سرعة السيارات في الثامنة من عمره متأثرا بوالده اليكس الذي شجعه على القيادة لينضم بيرنز في الحادية عشرة إلى ناد للسيارات. انتقل بعدها بيرنز إلى مدرسة لتعليم القيادة حيث بدأ يتأسس لعالم الراليات.
وفي عام 1989، اعجب ديفيد وليامز أحد السائقين المحترفين، بمهارات بيرنز فتبنى مهمة إرشاد البريطاني وأصبح أحد أهم المؤثرين على قرارات بيرنز الاحترافية.
في عام 1993 انضم بيرنز إلى سوبارو (برودرايف) وأصبح إلى جانب مواطنه اليستر ماكراي اصغر سائق في بطولة بريطانيا خلال العام ذاته. وبعدما قدم أداء مميزا خلال عامين من السباقات المحلية انتقل بيرنز إلى عالم الاحتراف مع العملاق الياباني ميتسوبيشي عام 1998، حيث خاض بعض الراليات وحقق خلال عامه الأول المركز الثاني في رالي سافاري، علما بانه كان في تلك الفترة زميل السائق الأسطورة الفنلندي تومي ماكينن في ميتسوبيشي.
وشهد عام 1999 انتقال بيرنز إلى سوبارو حيث خاض جميع راليات البطولة وحقق المركز الثاني في الترتيب العام وفاز خلال ذلك الموسم بسباقات اليونان وأستراليا وبريطانيا.
وفي عام 2002، انضم بيرنز إلى العملاق الفرنسي فريق بيجو للراليات إلى جانب الفنلنديين ماركوس غرونهولم وزميله هاري روفانبيرا والفرنسي جيل بانيزي، وقد حقق معهم نتائج جيدة جدا وساهم في إحرازهم لبطولة الصانعين في أول عام له معهم.
وخاض بيرنز اخر سباق له عام 2003 عندما كان متصدرا بطولة العالم، وقد اضطر إلى وقف المنافسات عندما اغمي عليه على مقود سيارته خلال رالي ويلز إحدى مراحل بطولة العالم.

## فرق مثلها
- سوبارو
- ميتسوبيشي موتورز
- بيجو

## صراعه مع المرض
كان قد خضع لعملية جراحية في أبريل (نيسان) الماضي لا زالة ورم سرطاني في الدماغ، لكنه لم يتمكن من التغلب عليه وتوفي.

## وفاته
توفي بطل العالم السابق في الراليات السائق الإنجليزي ريتشارد بيرنز عن عمر 34 عاما بعد صراع مع مرض السرطان.

## روابط خارجية
- ريتشارد بيرنز على موقع Rallye-info.com (الإنجليزية)
- ريتشارد بيرنز على موقع eWRC-results.com (الإنجليزية)